# Europameisterschaften im Eisstockweitschießen 1978
Die Europameisterschaften im Eisstockweitschießen 1978 wurden in der oberbayerischen Stadt Burghausen (Landkreis Altötting) ausgetragen.

## Männer

### Einzelwettbewerb
| Platz | Sportler           | Land |
| ----- | ------------------ | ---- |
| 1     | Helmut Aglassinger | AUT  |
| 2     | Gerhard Ebster     | AUT  |
| 3     | Georg Mußner       | FRG  |

## Junioren U 18

### Einzelwettbewerb
| Platz | Sportler       | Land |
| ----- | -------------- | ---- |
| 1     | Wilhelm Ebner  | FRG  |
| 2     | Franz Triendl  | FRG  |
| 3     | Albert Göllner | AUT  |